# HD 83443 b
HD 83443 b (بالإنجليزية: HD 83443 b)‏ الذي يرمز له بالرمز HD 83443b، هو كوكب خارج المجموعة الشمسية، في كوكبة الشراع، يتبع HD 83443 ‏.

## الاكتشاف
اكتشف في 15 أبريل 2000.